# Fifty Million Frenchmen
Pour la comédie musicale, voir Fifty Million Frenchmen (comédie musicale).
Pour plus de détails, voir Fiche technique et Distribution.
Fifty Million Frenchmen (50 Million Frenchmen) est un film musical américain réalisé par Lloyd Bacon, sorti en 1931. Il est inspiré de la comédie musicale éponyme de Broadway : Fifty Million Frenchmen.

## Fiche technique
- Titre : Fifty Million Frenchmen
- Titre original : 50 Million Frenchmen
- Réalisation : Lloyd Bacon
- Scénario : Joseph Jackson, Eddie Welch et Al Boasberg d'après Fifty Million Frenchmen de Herbert Fields, E. Ray Goetz et Cole Porter (musique et lyrics), comédie musicale créée à Broadway en 1929
- Société de production : Warner Bros. Pictures
- Photographie : Devereaux Jennings
- Montage : Robert O. Crandall
- Pays de production :  États-Unis
- Format : Couleurs - 1,37:1 - Mono
- Durée : 70 minutes
- Date de sortie : 
  - États-Unis : 14 février 1931

## Distribution
- Ole Olsen : Simon
- Chic Johnson : Peter
- William Gaxton : Jack Forbes
- Helen Broderick : Violet
- John Halliday : Michael Cummings
- Claudia Dell : Lu Lu Carroll
- Lester Crawford : Billy Baxter
- Evalyn Knapp : Miss Wheeler-Smith
- Charles Judels : Pernasse - Hotel Manager
- Carmelita Geraghty : Marcelle Dubrey